# Paul Haarhuis
Paul Vincent Nicholas Haarhuis (* 19. února 1966 Eindhoven) je bývalý nizozemský tenista.
Vystudoval ekonomii na Florida State University a profesionální kariéru zahájil v roce 1988. V letech 1994 až 1999 byl po 71 týdnů světovou jedničkou ve čtyřhře, ve dvouhře byl nejlépe na osmnáctém místě žebříčku v roce 1995. Vyhrál 54 turnajů ATP Tour ve čtyřhře a jeden ve dvouhře (Jakarta 1995). Je šestinásobným grandslamovým vítězem a sedminásobným finalistou ve čtyřhře, jednou hrál finále ve smíšené čtyřhře (French Open 1991 s Caroline Visovou) a ve dvouhře bylo jeho největším úspěchem čtvrtfinále US Open 1991. Za daviscupový tým Nizozemska nastoupil ve 27 utkáních s bilancí 15 výher a 8 porážek ve dvouhře a 16 výher a deset porážek ve čtyřhře, v roce 2001 pomohl týmu k historickému postupu do semifinále Světové skupiny. Na Letních olympijských hrách 1996 obsadil s Jacco Eltinghem čtvrté místo ve čtyřhře.
Kariéru ukončil v roce 2003, nastupuje ve veteránských turnajích a působil jako nehrající kapitán nizozemského fedcupového i daviscupového družstva.
S manželkou Anyou mají dva syny a dceru.

## Grandslamové tituly
- 1994: Australian Open (s Jacco Eltinghem), US Open (s Jacco Eltinghem)
- 1995: French Open (s Jacco Eltinghem)
- 1998: French Open (s Jacco Eltinghem), Wimbledon (s Jacco Eltinghem)
- 2002: French Open (s Jevgenijem Kafelnikovem)